# ヤヌシュ・オストログスキ
ヤヌシュ・オストログスキ（ウクライナ語：Януш Костянтинович Острозький、ポーランド語：Janusz Ostrogski、1554年 - 1620年9月12日）は、ポーランド・リトアニア共和国のシュラフタ、ルーシ系の公およびマグナート。オストログスキ家当主。オストロフの初代オルディナト。

## 概要
共和国の正教徒貴族の指導者であったコンスタンティ・ヴァシーリ・オストログスキ公の長男として生まれた。1558年からヴォルィーニ県知事を、1593年からクラクフ城代を務めて以降、ボフスラーウ、ビーラ・ツェールクヴァ、チェルカースィ、カニウ、ペレヤスラウ、ヴォロディームィルのスタロスタを歴任した。
ヤヌシュは先祖伝来の正教を棄ててローマ・カトリックに改宗し、復帰財産として手に入れた領地の一部をホスピタル騎士団に寄進した。またイエズス会の後援者として1612年にイエズス会をウクライナのヴォルィーニ地方に呼び寄せた。ウクライナのミェンジジェツ・オストログスキ (Międzyrzec Ostrogski) 市（現在は村に格下げされている）に教会やフランシスコ会の修道院を建てた。1593年2月2日には同じルテニア人の共和国マグナートであるアレクサンデル・ヴィシニョヴィエツキと共に、クシシュトフ・コシンスキ率いるコサック反乱軍を撃破する功績を挙げた。
彼は三度の結婚をしたが男子がおらず、家名および財産（共和国の80の都市と2760の村、そしてクラクフやワルシャワの邸宅など）は最初の妻との間にできた娘の子供のヴワディスワフ・ドミニク・ザスワフスキに継承された。ワルシャワの邸宅であるオストログスキ宮殿は現在、フレデリック・ショパン博物館となっている。